# Morsa Bay
Die Morsa Bay ist eine kleine Bucht an der Südküste Südgeorgiens. Sie liegt 4 km östlich des Weddell Point an der Nordseite des Eisfjords.
Der South Georgia Survey nahm während seiner von 1951 bis 1957 dauernden Kampagne Vermessungen der Bucht vor. Das UK Antarctic Place-Names Committee benannte ihn nach dem 1929 im norwegischen Moss gebauten Walfangschiff Morsa, das für die Gesellschaft Compañía Argentina de Pesca in den Gewässern um Südgeorgien im Einsatz war.